# Psychotria elata
Psychotria elata là một loài thực vật có hoa trong họ Thiến thảo. Loài này được (Sw.) Hammel miêu tả khoa học đầu tiên năm 1991.

## Hình ảnh

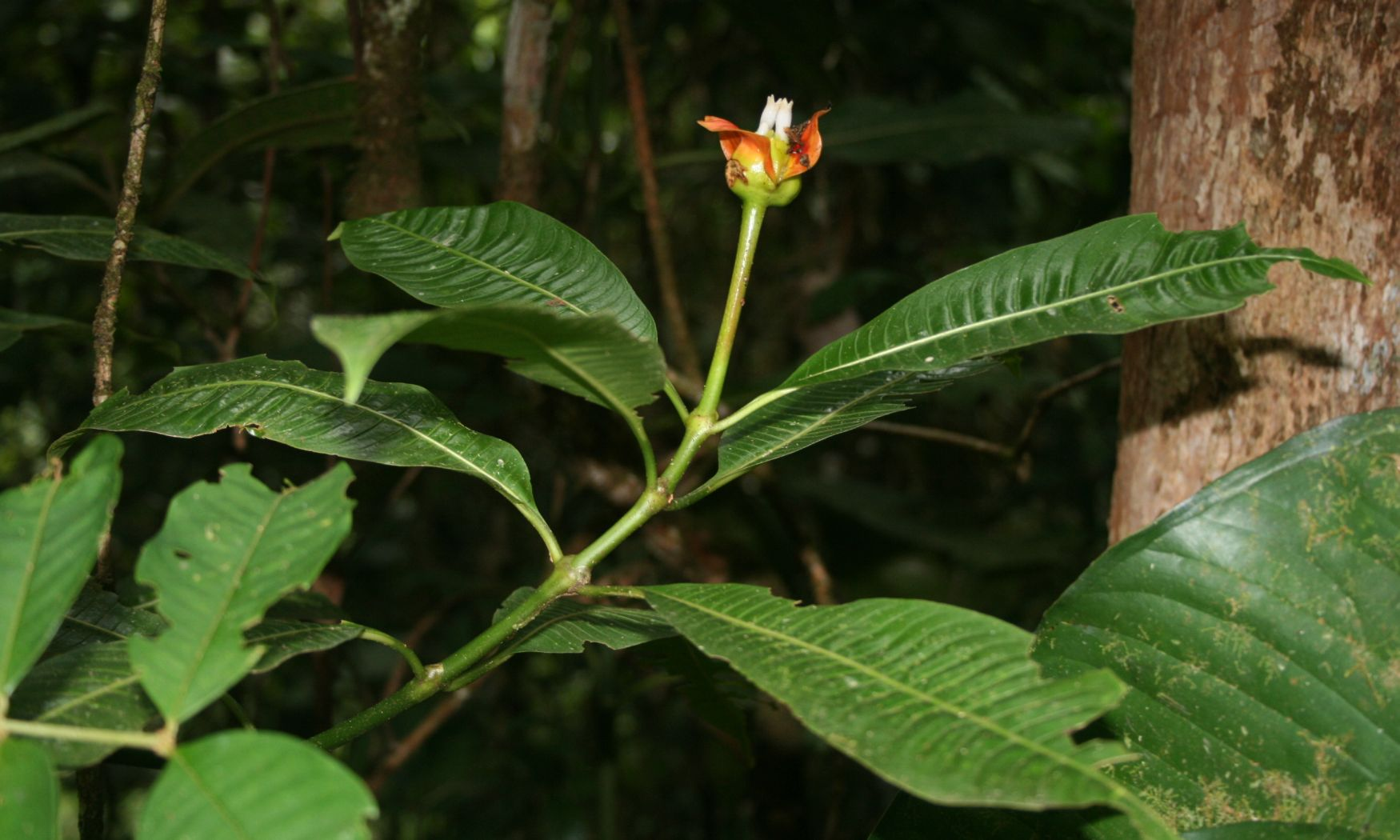
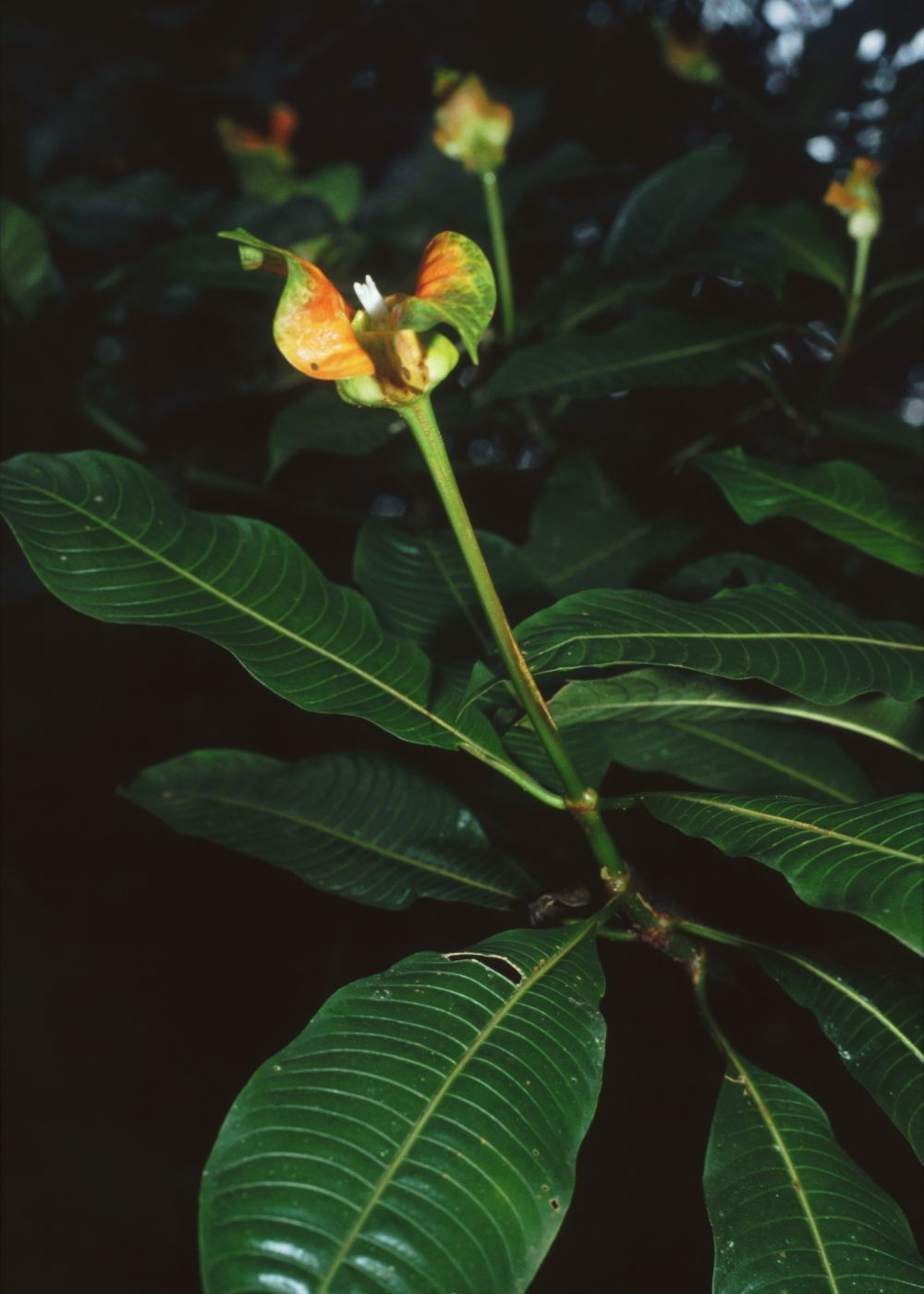
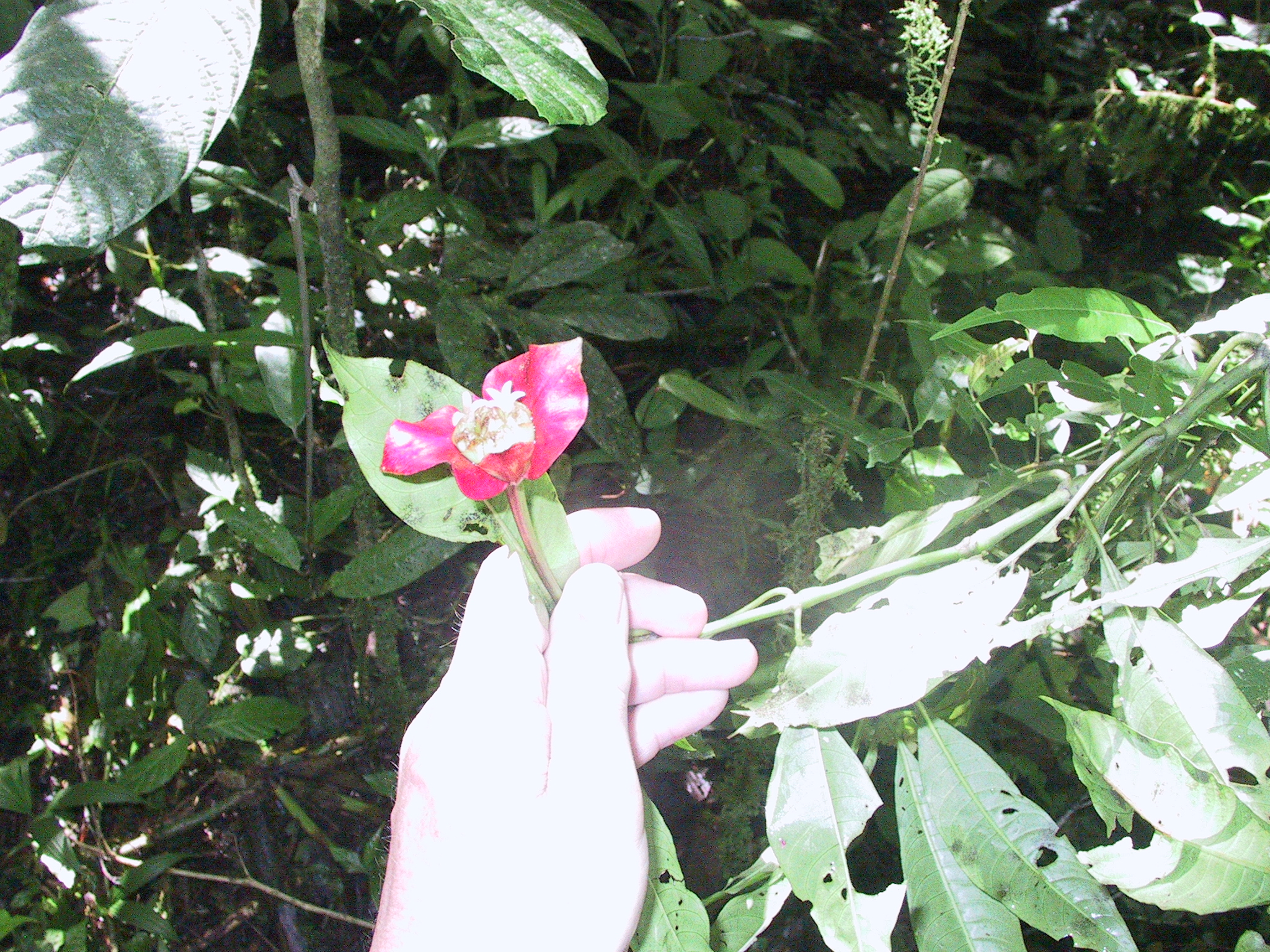
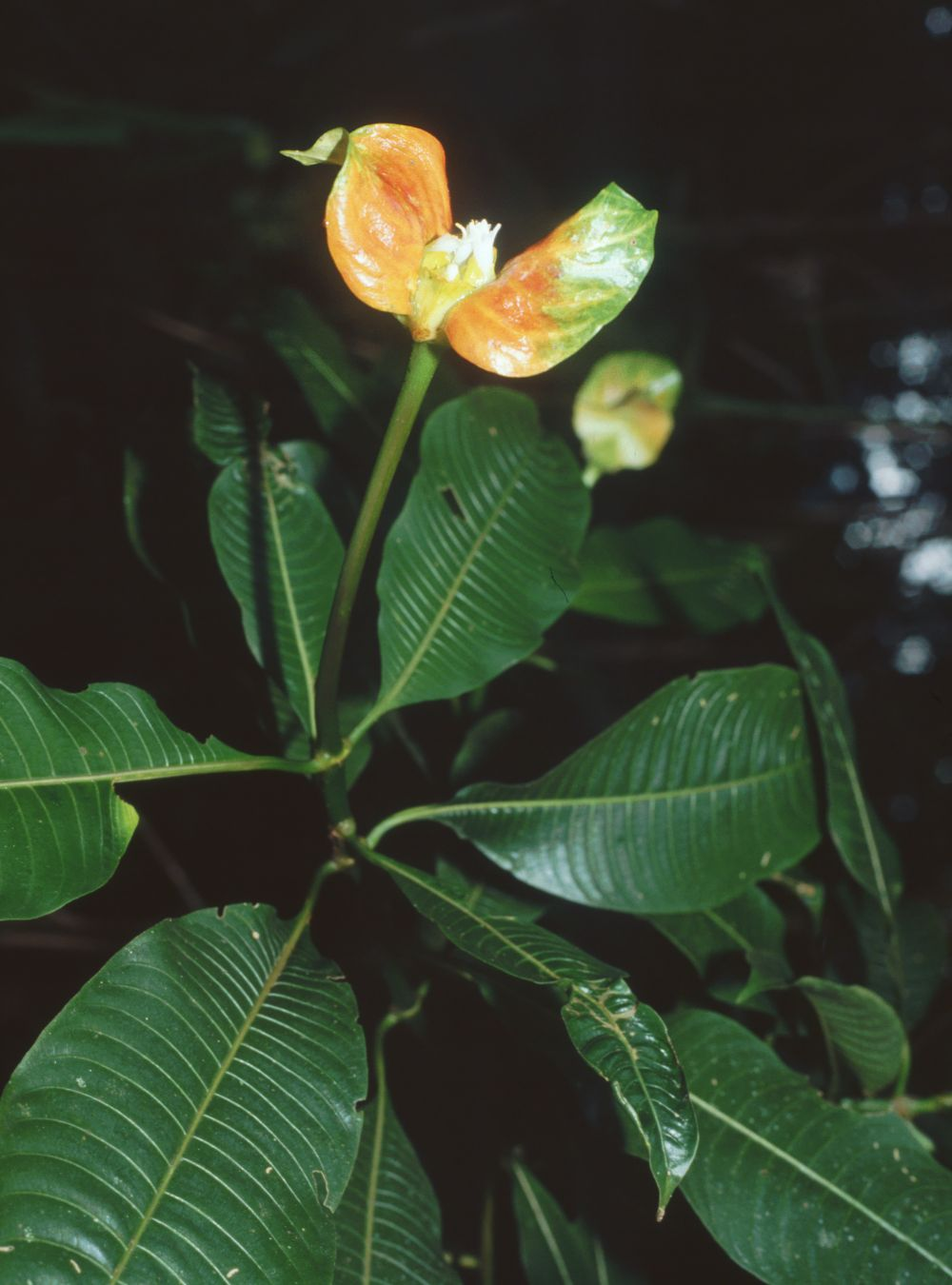